# Il était un petit navire (film, 1927)
Pour les articles homonymes, voir Il était un petit navire (homonymie).
Pour plus de détails, voir Fiche technique et Distribution.
Il était un petit navire (Why Girls Love Sailors) est un film muet américain de Fred Guiol, sorti en 1927. Cette comédie réunit Stan Laurel et Oliver Hardy avant qu'ils n'établissent leur célèbre duo.

## Synopsis
Lorsque le brutal capitaine du Merry Maiden enlève la fiancée de Willie Brisling, ce dernier se déguise en vamp pour le séduire et tenter de la récupérer. Mais la propre épouse du second, encore plus brutale que lui, les surprend en flagrant délit…

## Fiche technique
- Titre original : Why Girls Love Sailors
- Titre français : Il était un petit navire
- Réalisation : Fred Guiol
- Scénario : Hal Roach (histoire) et H. M. Walker (intertitres)
- Société de production : Hal Roach Studios
- Société de distribution : Pathé Exchange
- Pays d’origine :  États-Unis
- Langue : intertitres en anglais
- Format : Noir et blanc - 35 mm - 1,37:1 - Muet
- Genre : comédie
- Longueur : deux bobines
- Dates de sortie :
  - États-Unis : 17 juillet 1927
  - France : ?

## Distribution
- Stan Laurel : Willie Brisling

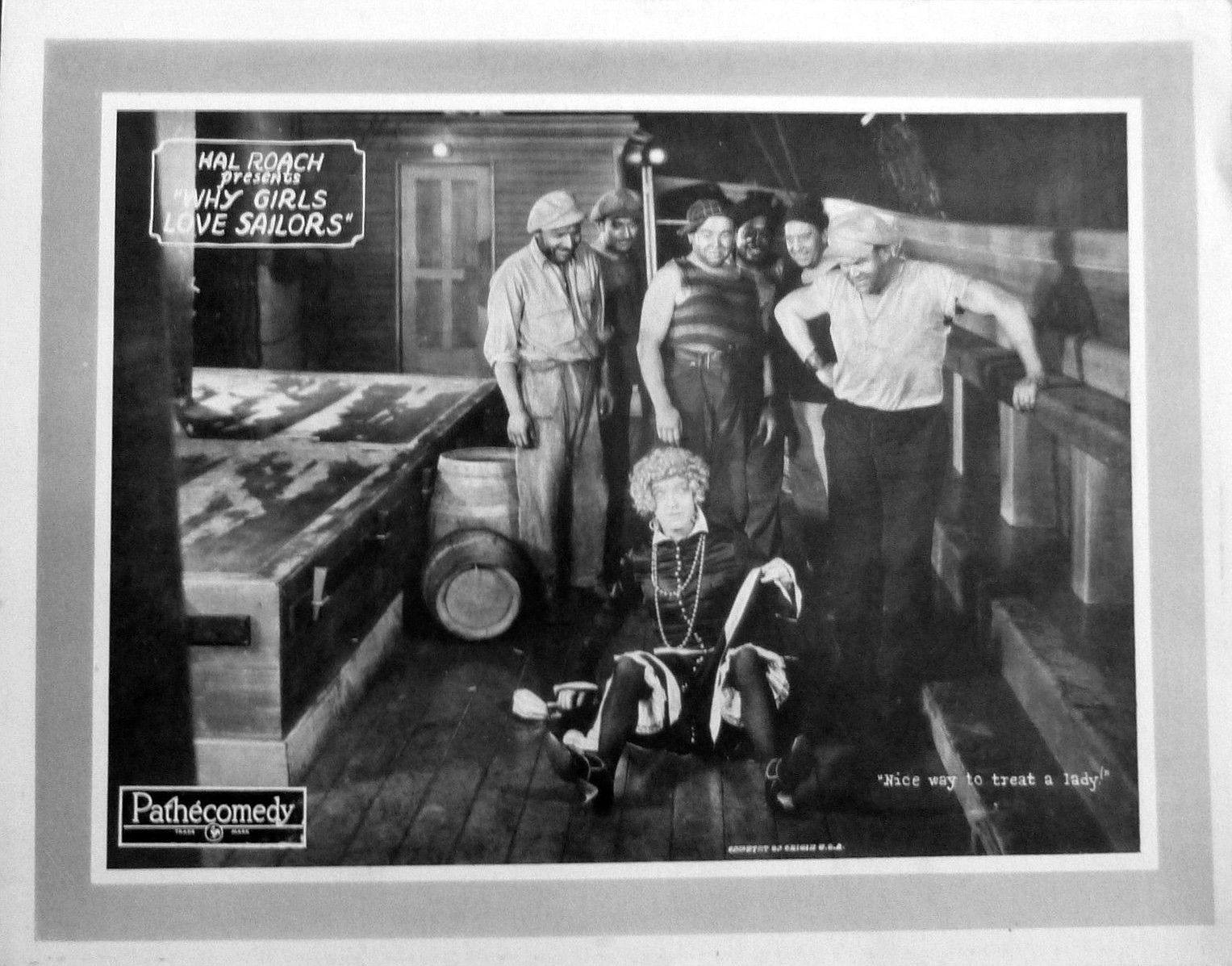
Carte publicitaire du film.

- Viola Richard : Nelly, la fiancée de Willie
- Malcolm Waite : le capitaine
- Anita Garvin : la femme du capitaine
- Oliver Hardy : le second
- Charles R. Althoff : Grandpa Brisling (non crédité)
- Edgar Dearing : le marin amoureux (non crédité)
- Bobby Dunn : un marin (non crédité)
- Jerry Mandy : un marin (non crédité)
- Anna May Wong (scènes supprimées au montage)

Source : IMDb (sauf référence contraire)

## Production
Longtemps considéré comme perdu aux États-Unis, bien qu'une copie 16mm de piètre qualité soit conservée à la Cinémathèque française, il est finalement restauré dans les années 1980 grâce à un collectionneur privé de Copenhague et édité en VHS puis DVD.